# Taneční hudba

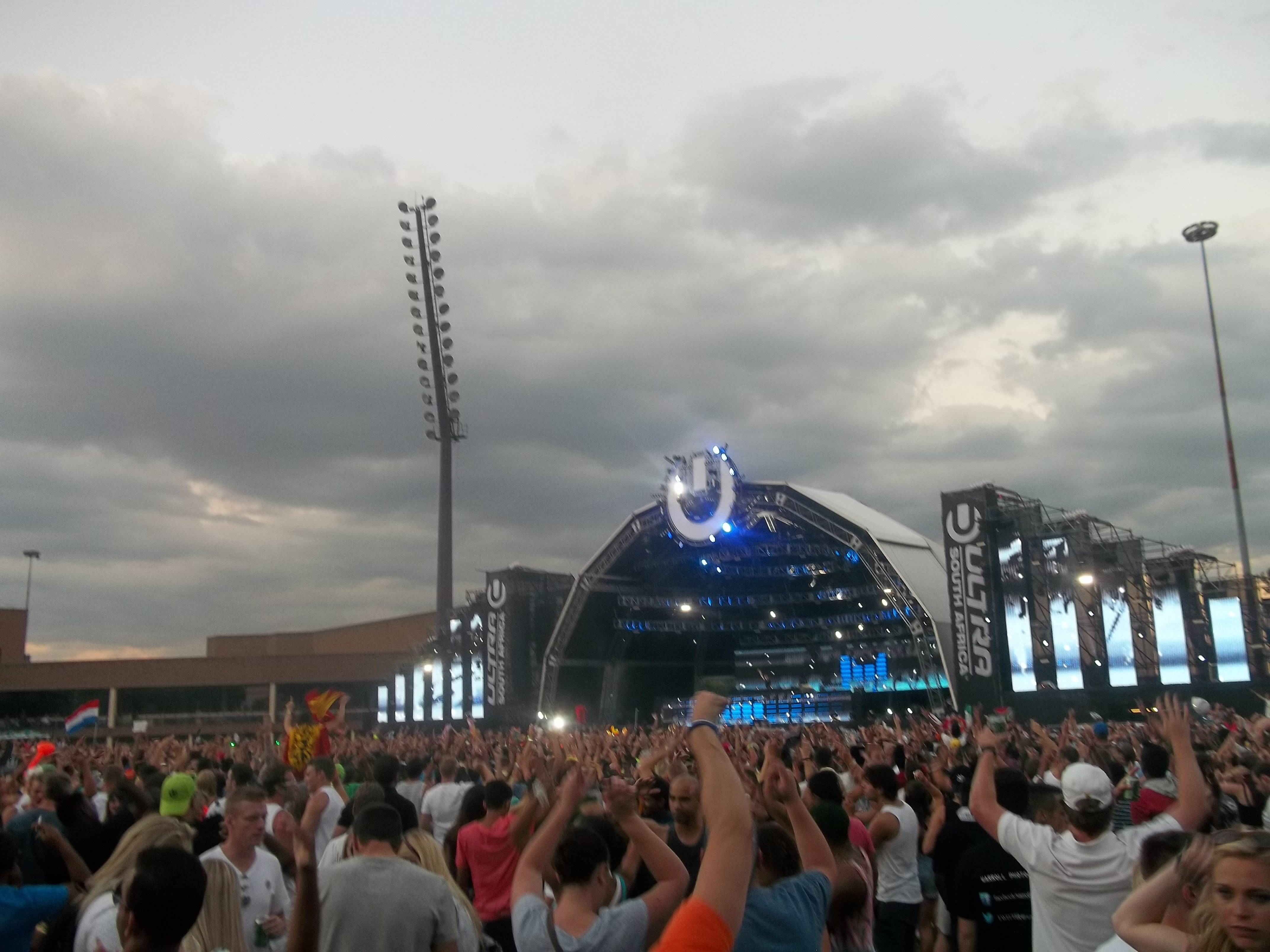
Fanoušci taneční hudby na festivalu The Ultra Music Festival v Jižní Africe.

Taneční hudba je typ hudby, který je určený především k tanci. Obecně můžeme taneční hudbu dělit na „živou taneční hudbu“ (hraná živě přímo na místě) a „nahranou taneční hudbu“ (nahraná a pouštěná skrz reproduktory).

## Styly
Taneční hudba pokrývá například taneční styly typu balet, moderní scénický tanec, street dance, lidové tance, Klasické tance (valčík, waltz, tango, kankán), latinskoamerické tance (cha-cha, jive, mambo, salsa, samba)

## 20. století

### 1920~1940s
Taneční hudba ve dvacátých letech 20. století slavila velký úspěch. Noční kluby byly neustále plné lidmi, kteří chtěli slyšet jistou formu jazzu, která je charakterizována líbivými orchestry, smyčcovými nástroji a složitým aranžmá. Tento typ se brzy stal standardem nočních klubů. Známým tehdejším tancem byl třeba Foxtrot. Později ve třicátých letech nabývá popularity swingová hudba, ve čtyčicátých letech big-band a v pozdějších čtyřicátých letech obdařen bohatým orchestrem a méně jazzově orientovaný.

### 1950
V padesátých letech nabýval popularity nový styl složený ze swingu, rhythm and blues, country, jižanského folku, blues a boogie-woogie - Rock and roll a také baladický melancholický podžánr Rhythm and blues, doo-wop. Doo-wop zpívaly výhradně harmonické R&B vokální skupiny. Doo-wop má kořeny v a cappelle, tradičním popu, R&B, swingu, gospelu a barbershop vokálním stylu.

### 1970
V pozdějších šedesátých letech se začala formovat disco hudba. Disco hudba přinesla s sebou i něco co rocková hudba v padesátých letech odvrhla, big bandový orchestr a větší použití symfonických orchestrů. Disco hudba má kořeny v psychedelii, popu, swingu, latinskoamerické hudbě, blues, funku, merengue, R&B a kulturně se na rozvoji tohoto stylu podíleli psychedelické, afroamerické, hispánské a latinské komunity. Taktéž gay & lesbické revoluce, feministické revoluce kulturně ovlivnily vývoj disco scény.
Později se k Disco hudbě stavěli Hard rockoví fandové velice negativně (Disco hudba zabrala skoro všechny příčky v hitparádě a rockoví umělci byli „skoro“ na okrajích hitparády. V roce 1979 se v Chicagu symbolicky konal Den Demolice Disca (Disco Demolition Night), což srazilo Discu vaz, ale jeho vliv žije „literárně řečeno“ dodnes ve stylech jako house, hip hop, grime, hi-nrg, atd.

### 1980
Osmdesátá léta přinesla život (většinou synteticko-elektronickým) stylům jako např. New Wave, Synthpop, Hip Hop, House, Acid House, Techno, Rave, Freestyle, Electro, Eurodisco, Italo Disco, Hi-NRG.
Styly: Eurodisco, New Wave, Hi-NRG, Synthpop, Euro House, Progressive House, Techno, Trance, New Jack Swing, Drum & Bass, UK Garage

### 1990
Na konci 80. let zaznamenáváme pozvolný nástup elektronické taneční hudby, se svými substyly - (acid, deep, tech) House, techno, trance a ambient, chill-out, později ještě třeba jungle, Drum and bass, big beat, Breakbeat (a mnoha dalšími).
Začátkem 90. let se rychlostí blesku otevřel trh „zahraničních originálních kazet“ a sbírka se tak nebezpečně rozmnožovala.
Styly: Eurodance, Drum and bass, House, Techno, Trance, Contemporary R&B, UK Garage, Electro

## Současnost
Styly: Electro - pop, Pop, Snap Music, Crunk, Trap, Disco, Progressive trance, Electro house

## Původ
Tancovat na rytmickou hudbu je už dlouho váženou tradicí jak v západní, tak i ve východní africké civilizaci, kde dynamické pohyby synchronizované s perkusními nástroji, jako jsou bubny, zvony a chrastítka, slouží jako integrální vyjádření kulturní identity, sociální soudržnosti a duchovního významu. 
Folková taneční hudba je hudba doprovázející tradiční tanec a může být kontrastována s historickou/klasickou a populární/komerční taneční hudbou. Příkladem lidové taneční hudby v USA je stará hudba, která se hraje na čtvercových tancích a kontra tancích.